# هانيلوري نوتس
هانيلوري نوتس (من مواليد 4 نوفمبر 1977) ممثلة وعارضة أزياء بلجيكية بدأت في عرض الأزياء في أواخر التسعينيات.

## روابط خارجية
- هانيلوري نوتس على موقع IMDb (الإنجليزية)
- هانيلوري نوتس على موقع قاعدة بيانات الفيلم (الإنجليزية)
- هانيلوري نوتس على موقع دليل عارضات الأزياء (الإنجليزية)
- قالب:Style.com model